# Ruine Falkenstein (Donautal)
Die Ruine Falkenstein ist die Ruine einer Felsenburg auf dem Talrand oberhalb der hier die Schwäbische Alb durchschneidenden Donau bei rund 743 m ü. NN zwischen den Ortschaften Neidingen und Thiergarten etwa 150 Höhenmeter über der Neumühle. Sie befindet sich im Privatbesitz des Adelshauses Fürstenberg und stellt die wohl besterhaltene und größte mittelalterliche Ruine einer Befestigungsanlage im Naturpark Obere Donau zwischen Tuttlingen und Sigmaringen dar. Man unterscheidet die Burgen Ober- und Unterfalkenstein.

## Lage
Die Forschung geht davon aus, dass Ober- und Unterfalkenstein aufgrund des Zuschnitts beider Anlagen und der urkundlichen Nachweise als eigenständige Burgen zu betrachten sind:
- Unterfalkenstein, mit nur noch wenigen erhaltenen Mauerresten, liegt auf einer Felsnase, oberhalb der Neumühle. Keramikfunde deuten darauf hin, dass sie die ältere der beiden Burgen ist (etwa 1100–1150). Ein Betreten der Ruine ist untersagt.
- Oberfalkenstein entstand als neuzeitliche Anlage zwischen 1516 und 1545 unter Einbezug einer Vorgängerburg und liegt im Gegensatz zu anderen Donautalburgen mitten auf einem langgezogenen, felsigen Höhenrücken, auf 743 m ü. NN an der Kante, die in südlicher Richtung steil zur Donau abfällt. Im Norden fällt der Berg zum „Buttenloch“ hin auf 670 m ü. NN ab. Dieses Seitental zwischen Falkenstein und Mittelberg, ein Umlaufberg, ist ein voreiszeitlicher Donauverlauf (heutiges Donauniveau 591 m ü. NN).[1] Die bedeutenden Ruinenreste der Kernburg sind frei zugänglich und gesichert.

Die genaue Ausdehnung der gesamten Anlage ist noch nicht exakt erforscht.

## Geschichte

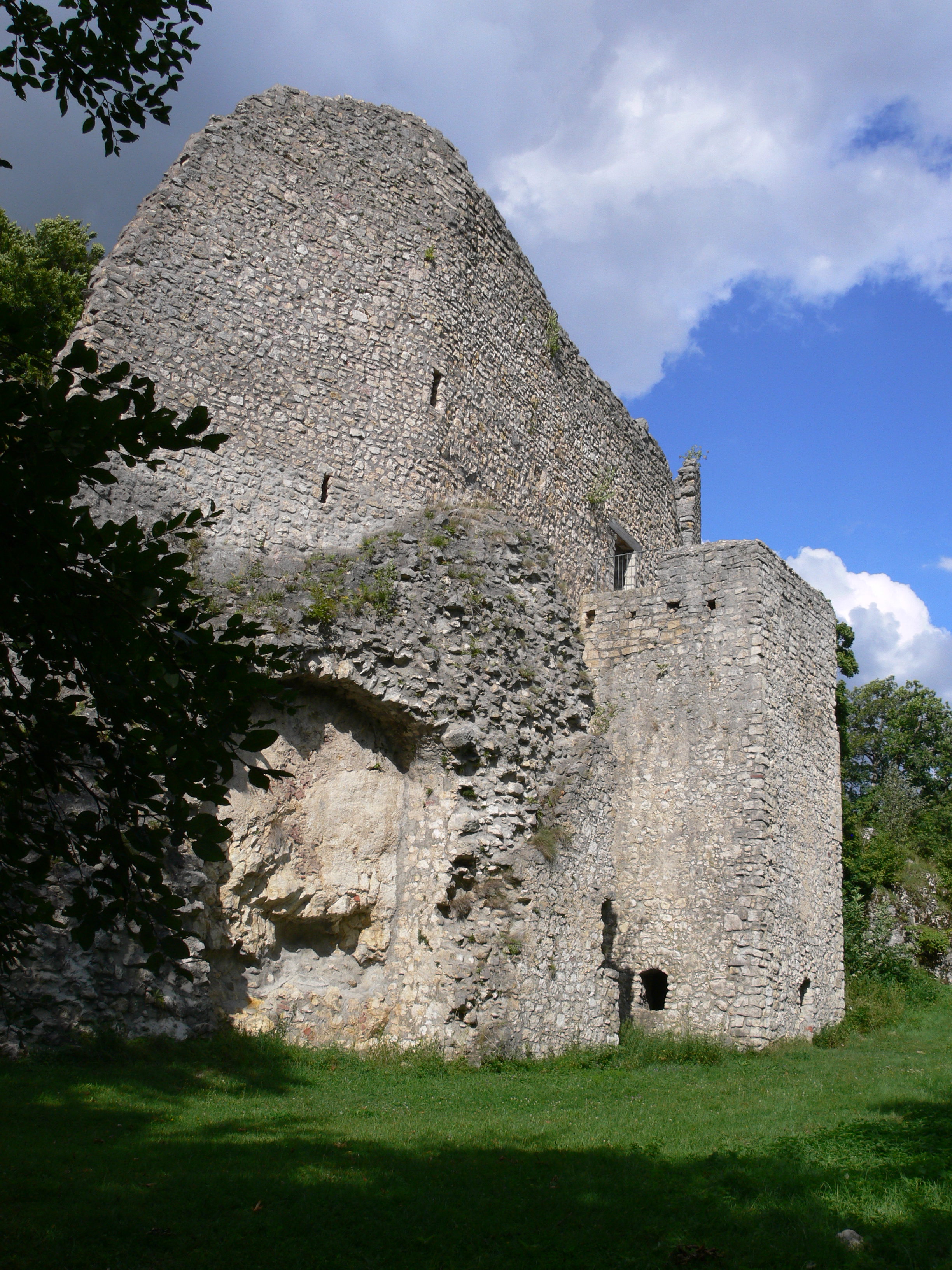
Die Südseite der Ruine mit dem ehemaligen Treppenaufgang zum Eingang

Kauf- und Schenkungsurkunden des 14. und 15. Jahrhunderts unterscheiden klar zwischen Oberer und Unterer Burg, die auch unabhängig voneinander veräußert wurden und sich oft in unterschiedlichem baulichen Zustand befanden. Daraus lässt sich aber nicht schließen, dass sie nicht zeitweise eine bauliche Einheit darstellten.
Ritter Cunradus Hasenbain von der Burg Falkenstein war 1274 Lehensmann der Grafen von Veringen. Die Burg Falkenstein, nach der sich im 13. Jahrhundert ein Rittergeschlecht nannte, war Anfang des 14. Jahrhunderts im Besitz der Grafen von Lupfen.
1516 erwarb Gottfried Werner von Zimmern die Burg Falkenstein für 4800 Gulden zusammen mit Kreenhainstetten, Reinstetten, heute Reinfelder Hof, Weiler und der Mühle zu Neidingen von Wolf von Bubenhofen. Unterfalkenstein wurde zu diesem Zeitpunkt als Burgstall bezeichnet. Er begann sofort mit dem Ausbau, der, ähnlich wie bei seinem benachbarten Burgprojekt Wildenstein, nach dem technischen Stand der damaligen Zeit erfolgte, der der damaligen Geschütztechnik Rechnung trug. Einen hohen Turm über der Burgkapelle, der zwar eine Sicht bis Mengen gewährleistete, bei starkem Wind aber gefährlich schwankte, ließ er abbrechen. Ähnlich wie bei der Burg Wildenstein wurde der Fels unter den Mauern bündig abgetragen, so dass der Übergang vom Mauerwerk zum Fels fließend war.
Die Grafen von Zimmern machten die Burg zu einer Art Jagd- und Repräsentationsschloss im neuen Stil der Renaissance, mit großen Fenstern und Butzenscheiben aus Glas mit einer eigenen Glasverhüttung im 16. Jahrhundert. 1978 wurde ein großer Schmelztiegel, der Glasspuren aufwies gefunden. Er war an den Rändern komplett versintert. Schon damals spekulierten Fachleute darüber, ob es auf der Burg eine eigene Glasproduktion gegeben hatte. 2010 fand man um die Burg herum elf Quarzsandgruben mit Mulden von einem Meter Tiefe und einem Durchmesser von rund vier Metern. Dadurch konnten die Grafen von Zimmern ihren immensen Bedarf selbst decken: Fenster, Becher, Krüge und Flaschen produzierten die eigenen Handwerksmeister. Ihre Rezeptur hielten sie geheim. Die Burg Falkenstein gilt bisher als die einzige Burg im Donautal, auf der nachweislich Glas verhüttet wurde.
1525 verkaufte Gottfried Werner den Falkenstein an seinen Bruder Johannes Werner, wobei die dazugehörigen Ortschaften um nur 400 Gulden an Sixt von Hausen verkauft wurden.
Nach 1528 baut Johannes Werner den Falkenstein weiter aus. Wilhelm von Zimmern ließ 1575 ein Wildgehege in der Nähe der Burg an der Donau anlegen, aus dem später die Ortschaft Thiergarten hervorging.
Mit den Besitzungen der Zimmern ging Falkenstein zunächst an die Grafen von Helfenstein-Gundelfingen und nach deren Aussterben 1627 an das Fürstenhaus Fürstenberg. Im 17. Jahrhundert wurde die Burg als unbewohnbar bezeichnet.

### Sanierung
Im Laufe der Jahre war die Ruine Falkenstein eingewachsen. Bäume und Sträucher überwucherten die Mauern und das Mauerwerk war ausgebrochen. Eine bauliche Sicherung der Ruine war dringend vonnöten. Die Ruine war damals nur mühsam zu Fuß zu erreichen.
Zwischen 1977 und 1989 wurde die Falkenstein von der Aktion Ruinenschutz Oberes Donautal in Zusammenarbeit mit Experten des Landesdenkmalamts Baden-Württemberg aufwändig saniert. Archäologische Ausgrabungen fanden 1978 und 1980 statt, wobei erst ein Viertel des Ruinenareals erforscht ist.
Der Gründungsvorsitzende Gerhard Grüninger, Hauptmann der Bundeswehr, ließ Ende der 1970er Jahre seine Beziehungen spielen: Deutsche und französische Soldaten befreiten den Burghof der Kernburg der Oberfalkenstein vom eingefallenen Mauerwerk. Dabei stieß man auf eine bisher unbekannte, in den Fels getriebene Zisterne. Kampfflieger machten im Rahmen ihrer Übungen Luftaufnahmen. Den heutigen Zufahrtsweg baute der Verein.
Bei der Ausgrabungskampagne des Landesdenkmalamts 1980 wurde der Ruinenschutt akribisch nach Fundstücken durchsucht. Dabei wurde ein Fußboden aus Ziegelsteinen entfernt, um unter ihm weitergraben zu können. Die Ziegelsteine stammen möglicherweise aus der Zimmerischen Ziegelei in Thiergarten, deren Rechnungen noch vorhanden sind.
Zum Abschluss der baulichen Sicherung wurde die Ruine Oberfalkenstein für jedermann zugänglich gemacht. Die Aufgang zu Unterfalkenstein wurde zur Sicherungshaken ausgestattet. Sie wurde zwischenzeitlich wieder für Bergsteiger gesperrt, da das verbliebene Mauerwerk fast vollständig in die Tiefe stürzte.
In den Jahren danach wucherte Oberfalkenstein wieder zu, das sanierte Mauerwerk war an manchen Stellen wieder ausgebrochen. Aus diesem Grund wurde 2006 die Aktion Ruinenschutz Oberes Donautal reaktiviert. In vielen ehrenamtlichen Arbeitsstunden wurden im Jahr 2006 das ausgebrochene Mauerwerk unter Aufsicht des Landesamts für Denkmalpflege Baden-Württemberg ausgebessert und die Beschilderung angebracht. Diese neuen Schilder weisen auf das Bauwerk und die Geschichte hin. Die Arbeiten fanden unter Mithilfe der Bergwacht Dietfurt und einer Schulklasse statt. Im Frühsommer 2007 wurde die Ruine ausgelichtet und gesäubert. Neben den Arbeiten zur Substanzerhaltung fand die Ausgrabung weiterer Bereiche des Ruinenareals statt. Finanzielle und ideelle Unterstützung erhielt der Verein durch den Naturpark, das Haus Fürstenberg, den Kreis Sigmaringen, das Landesdenkmalamt und die Landesbank.

## Beschreibung
Die Burganlagen von Ober- und der Unterfalkenstein unterscheiden sich grundsätzlich:
- Unterfalkenstein, eine Felsburg, befindet sich etwa 50 Meter westlich von Oberfalkenstein, errichtet auf zwei Felsen – Vorbefestigung (12 × 9 Meter) und Kernburg (unwesentlich größer) waren mit einem Steg verbunden. Siehe auch: Unterfalkenstein
- Oberfalkenstein dagegen ist eine großzügige Anlage. Mauerreste einer äußeren Abgrenzung auf der Süd-, Ost- und Nordseite, die den Burggraben mit einschloss, weisen auf eine Fläche von rund 5000 Quadratmetern hin. Jüngst fand sich ein Vorwerk als Schutzkonstruktion der Burg.[5] Die Vorburg auf der Südseite (45 × 20 Meter) war durch eine Außenmauer gegen diesen abgegrenzt. Die Kernburg von Oberfalkenstein befindet sich auf einem fast 20 Meter hohen und etwa 40 Meter langen Felssockel, der durch eine Treppenrampe über die Vorburg erschlossen war. An der Angriffsseite (von Thiergarten) war das Mauerwerk stärker gearbeitet und ursprünglich durch einen Turm gesichert. Die Treppenrampe endete etwa vier Meter vor dem Südturm, eine Zug- oder Wippbrücke ist denkbar. Neben diesen zwei Türmen hatte Oberfalkenstein noch einen Nordturm, bastionsartig mit Maulscharten nach Wildensteiner Art. Die Menge des weggeräumten Schutts und die Ausmaße der Grundmauern sowie das Vorhandensein von zwei Treppenhäusern deuten auf ursprünglich mehrere Stockwerke hin.[6]

Nach aktuellem Stand der Erforschung lassen sich noch nicht alle Mauer- und Fundamentreste einstigen Gebäuden zuordnen.

## Fundverbleib
Die zwischen 1977 und 1990 gemachten Funde wie Keramikplatten von Kachelöfen, Fragmente von Keramik- und Glasgefäßen, Beschläge, Wurfgeschosse, drei Steinschleuderkugeln und anderes werden durch das Regierungspräsidium Tübingen, Referat Denkmalpflege, betreut. Alle Glasfunde lagern im Zentralen Fundarchiv in Rastatt, Teil des Archäologischen Landesmuseums Baden-Württemberg. Vom 16. April bis 31. Mai 2010 waren die Exponate in der Ausstellung „Falkenstein – Geschichte und Exponate“ im Haus der Natur Beuron durch die Aktion Ruinenschutz Oberes Donautal gezeigt. Mit der Ausstellung wurden erstmals Grabungsfunde einer ehemaligen Burg im Donautal der Öffentlichkeit vorgestellt. Des Weiteren wurden aus Ruinenschutt von Falkenstein ein Fingerring und das Mundstück eines Blasinstruments aus einer Metalllegierung geborgen.

## Falkensteiner Altar

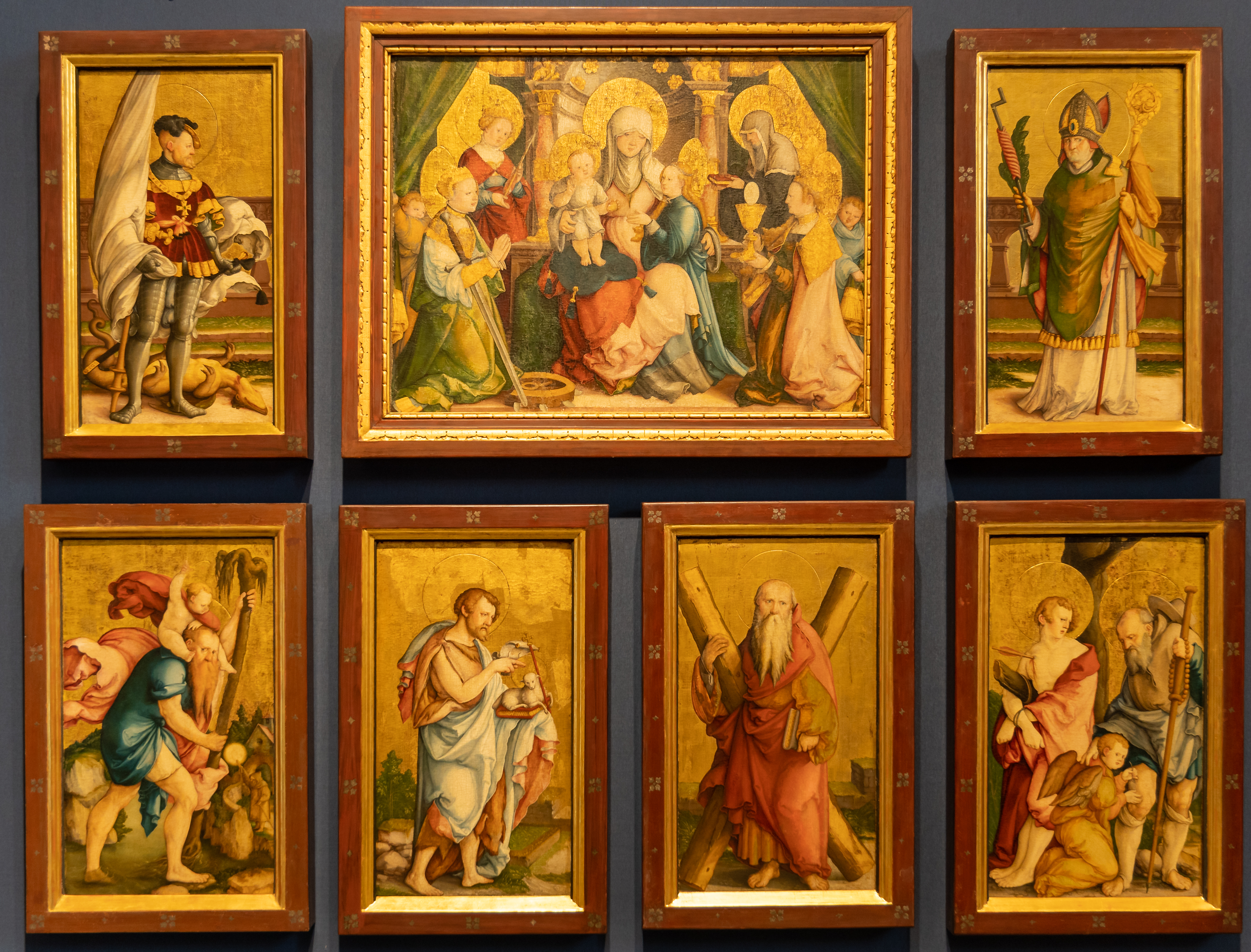
Falkensteiner Altar; Johanniterhalle, Schwäbisch Hall

In der Kapelle der Oberfalkenstein, sie wird im Palas verortet, befand sich der sogenannte Falkensteiner Altar. Das vierflügelige Werk soll von dem anonymen Meister von Meßkirch um das Jahr 1525 geschaffen worden sein. Der Altar wurde von den Fürstenbergern nach Donaueschingen verbracht. 2013 erwarb die Sammlung Würth fünf der sieben Tafeln aus dem Falkensteiner Altar. Die anderen beiden Tafeln gehören schon seit dem Jahr 1929 der Staatsgalerie Stuttgart. Alle Tafeln, die Stuttgarter als Leihgaben, werden in der Johanniterkirche in Schwäbisch Hall gezeigt.